# 公孙会
公孙会（?—?），春秋时期曹国的公孙、大夫，父亲公子欣时（子臧），祖父曹宣公。
根据孔子的《春秋》记载，前522年（鲁昭公二十年、周景王二十三年、曹悼公二年）夏季，公孙会从鄸地出奔宋国。